# Laurens Jan Anjema
Laurens Jan Anjema, né le 1er décembre 1982 à La Haye, est un joueur de squash représentant les Pays-Bas. Il atteint, en décembre 2010, la neuvième place mondiale sur le circuit international, son meilleur classement. Il est dix fois champion des Pays-Bas entre 2006 et 2016.
Son père Robert Anjema est également joueur de squash et gagne douze titres de champion des Pays-Bas.

## Biographie
Il est initié au squash à l'âge de 5 ans par son père, 12 fois champion des Pays-Bas. Il pratique trois sports différents jusqu'à l'âge de 17 ans : le tennis, le hockey sur gazon et le squash. Dès l'âge de 10 ans, il commence à jouer de plus en plus au squash avec son père et les amis de son père, dont beaucoup faisaient partie de l'équipe nationale. Un facteur important dans son éducation sportive  a été sa mère qui avait joué au tennis à un niveau élevé comme junior, y compris Wimbledon.
Il met fin à sa carrière le 28 juin 2016,.

## Palmarès

### Titres
- Netsuite Open : 2011
- Bluenose Classic : 2008
- Open des Pays-Bas : 2004
- Championnats des Pays-Bas : 10 titres (2006-2014, 2016)

### Finales
- US Open : 2010
- Open des Pays-Bas : 2 finales (2007, 2010)
- Calgary Winter Club Rocky Mountain Open 2011
- Open de Colombie : 2011
- Internationaux de La Réunion : 2009
- Heliopolis Open : 2006
- Open de Kuala Lumpur : 2004
- Championnats d'Europe par équipes : 2007